# Miguel Estrifno
Miguel Estrifno (em grego: Μιχαὴλ Στρυφνός; fl. c. 1190–1203) foi um alto oficial bizantino sob os imperadores Ângelos.

## Biografia

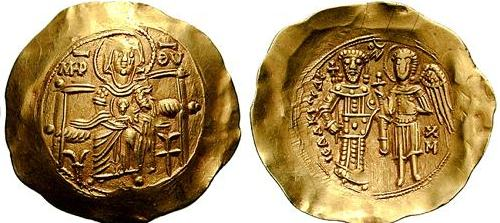
Hipérpiro de (r. 1185-1195; 1203-1204)

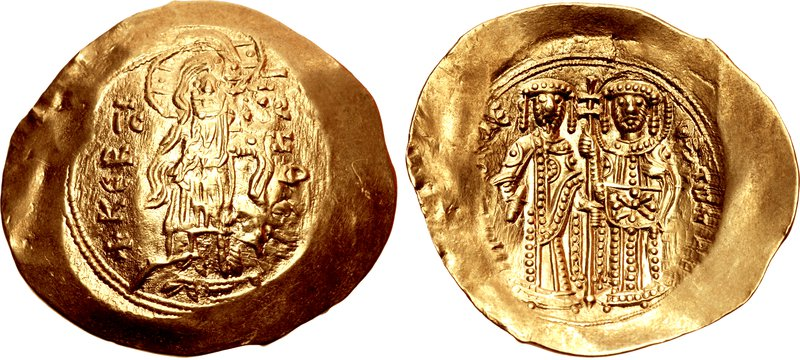
Hipérpiro de r.

Estrifno aparece pela primeira vez em 1192 como sebasto e chefe do vestiário (o tesouro imperial) sob o imperador Isaac II Ângelo (r. 1185–1195). Nesta época, se casou com Teodora, a filha de Andrônico Camatero e irmã da imperatriz Eufrósine Ducena Camaterina, a esposa de Aleixo III Ângelo (r. 1195–1203) e, por conta disso, avançou à posição de mega-duque, o comandante-em-chefe da marinha bizantina, quando Aleixo ascendeu ao trono. O historiador contemporâneo Nicetas Coniates retrata-o como um homem de "extraordinária ganância e rara desonestidade", que se utilizou de sua posição para vender as velas, âncoras e outros equipamentos da frota, chegando a vender os pregos dos navios. Suas ações marcaram a derrocada final da frota bizantina, que, a partir daí, foi incapaz de resistir à Quarta Cruzada poucos anos depois.
Como mega-duque, ele também era o estratego do província conjunta de Hélade e do Peloponeso (ambas na Grécia meridional) e, nesta função, ele foi até Atenas sob colta de 1201-1202 para se opor ao ascendente Leão Esguro, um magnata local que se tornara um governante autônomo. Ele não parece ter conseguido impedir Esguro, mas o bispo local, Miguel Coniates, compôs mesmo assim um encômio em sua homenagem. Três selos de Estrifno chegaram aos nossos dias, assim como um grande anel de ouro esmaltado, possivelmente recebido como presente quando foi nomeado mega-duque.